# Mumbaj
Mumbaj (izvorno Mumbai, Marathi मुंबई, nekdaj Bombaj) je mesto v Indiji, prestolnica zvezne države Maharaštra, ki je z okrog 14 milijoni prebivalcev drugo največje mesto na svetu, če pa upoštevamo celotno metropolitansko območje, je Mumbaj z 19 milijoni prebivalcev četrto največje tako območje na svetu. Leži ob zahodni obali Indije ob globokem naravnem pristanišču. Od sredine 18. stoletja je pomembno trgovsko središče, danes pa tudi finančna prestolnica Indije in središče zabavne industrije. V mestu se med drugim nahaja Bollywood, center indijske kinematografije.
V 16. stoletju so Portugalci poimenovali mesto Bom Bahia (dober zaliv), ki je bilo napačno prečrkovanje ime lokalne boginje Mumbadevi. Sčasoma se je popačilo v Bomaím. Britanci so to poangležili v Bombay. Od leta 1995 se mesto uradno imenuje Mumbai po lokalnem imenu.

## Arhitektura
Mestno jedro je mešanica neogotske, indo-saracenske in Art déco arhitekture. Večina zgradb iz kolonialnega časa, kot so glavna železniška postaja Victoria in poslopja Univerze v Mumbaju, je bila zgrajena v neogotskem slogu. Njihovi elementi kažejo različne evropske vplive, kot so nemški zatrepi, nizozemske strehe, švicarsko stavbarstvo, romanski loki in tudorske oknice, pa tudi tradicionalne indijske oblike. Med zgradbami v indo-saracenskem slogu je slavolok Vrata Indije. Opaznejši primeri Art décoja stojijo zlasti ob promenadi Marine Drive in zahodno od parka Oval Maidan. Več objektov v slogu Art déco stoji le še v Miamiju. Skupina neogotskih javnih zgradb v četrti Fort znotraj starega mestnega obzidja in Art déco arhitektura četrti Marine Drive sta bila leta 2018 družno razglašena za spomenik Unescove svetovne kulturne dediščine. Poleg tega ima status svetovne dediščine še postaja Victoria.
V novejših predmestjih prevladuje sodobna arhitektura. Mumbaj ima kot poslovno in finančno središče največje število nebotičnikov od vseh mest v Indiji in verjetno vsej Južni Aziji. Gradnja je v zadnjih letih intenzivna, saj je bila med leti 1971 in 2014 zaradi kaosa na tem področju v veljavi splošna vladna prepoved gradnje stavb, višjih od 36,5 m, v Mumbaju in Delhiju. To občutno spreminja mestno panoramo.

## Geografija
Mumbaj stoji na paru otokov v delti reke Ulhas na zahodu Indije, v obalni regiji Arabskega morja, imenovani Konkan. Staro mestno jedro je na otoku Bombaj, ki je nastal z nasipavanjem in preurejanjem ozemlja nekoč sedmih manjših otočkov, kasneje pa je metropolitansko območje zaobjelo še večino otoka Salsette (Sašti) severno od njega. Otok Bombaj je nizek in ravninski, približno četrtina ozemlja je pod nivojem morske gladine.
Metropolitansko območje sestavljata dve okrožji v upravni delitvi Maharaštre: okrožje Mumbaj–mesto in okrožje Mumbaj–predmestje. Skupna površina znaša 603,4 km², od tega mesto 67,79 km² in predmestje 370 km², oba pod upravo mestne občine. Drugi deli območja so pod upravo pristaniških oblasti, vojske, uprave za jedrsko energijo in narodnega parka Sandžaja Gandhija. Širše velemestno območje zaobjema še dele sorodnih okrožij Thane, Palgar in Raigad ter meri preko 4300 km².

### Podnebje
Podnebje tega dela Indijske podceline je vroče in vlažno. Od decembra do februarja je vreme hladno, od marca do maja vroče in suho, junija pa monsuni z jugozahoda prinesejo obilno deževje, ki traja do septembra. Do ohladitve je nato spet vroče in suho. Zaradi ravnega površja so velik problem poplave med deževnim obdobjem.
| Podnebni podatki za Mumbaj (Mednarodno letališče Čatrapati Šivadži) 1981–2010 | Podnebni podatki za Mumbaj (Mednarodno letališče Čatrapati Šivadži) 1981–2010 | Podnebni podatki za Mumbaj (Mednarodno letališče Čatrapati Šivadži) 1981–2010 | Podnebni podatki za Mumbaj (Mednarodno letališče Čatrapati Šivadži) 1981–2010 | Podnebni podatki za Mumbaj (Mednarodno letališče Čatrapati Šivadži) 1981–2010 | Podnebni podatki za Mumbaj (Mednarodno letališče Čatrapati Šivadži) 1981–2010 | Podnebni podatki za Mumbaj (Mednarodno letališče Čatrapati Šivadži) 1981–2010 | Podnebni podatki za Mumbaj (Mednarodno letališče Čatrapati Šivadži) 1981–2010 | Podnebni podatki za Mumbaj (Mednarodno letališče Čatrapati Šivadži) 1981–2010 | Podnebni podatki za Mumbaj (Mednarodno letališče Čatrapati Šivadži) 1981–2010 | Podnebni podatki za Mumbaj (Mednarodno letališče Čatrapati Šivadži) 1981–2010 | Podnebni podatki za Mumbaj (Mednarodno letališče Čatrapati Šivadži) 1981–2010 | Podnebni podatki za Mumbaj (Mednarodno letališče Čatrapati Šivadži) 1981–2010 | Podnebni podatki za Mumbaj (Mednarodno letališče Čatrapati Šivadži) 1981–2010 |
| Mesec                                                                         | Jan                                                                           | Feb                                                                           | Mar                                                                           | Apr                                                                           | Maj                                                                           | Jun                                                                           | Jul                                                                           | Avg                                                                           | Sep                                                                           | Okt                                                                           | Nov                                                                           | Dec                                                                           | Letno                                                                         |
| ----------------------------------------------------------------------------- | ----------------------------------------------------------------------------- | ----------------------------------------------------------------------------- | ----------------------------------------------------------------------------- | ----------------------------------------------------------------------------- | ----------------------------------------------------------------------------- | ----------------------------------------------------------------------------- | ----------------------------------------------------------------------------- | ----------------------------------------------------------------------------- | ----------------------------------------------------------------------------- | ----------------------------------------------------------------------------- | ----------------------------------------------------------------------------- | ----------------------------------------------------------------------------- | ----------------------------------------------------------------------------- |
| Rekordno visoka temperatura °C                                                | 37.1                                                                          | 39.6                                                                          | 41.7                                                                          | 42.2                                                                          | 41.0                                                                          | 37.1                                                                          | 34.8                                                                          | 33.5                                                                          | 36.4                                                                          | 37.9                                                                          | 37.4                                                                          | 39.8                                                                          | 42.2                                                                          |
| Povprečna visoka temperatura °C                                               | 31.1                                                                          | 31.3                                                                          | 32.8                                                                          | 33.2                                                                          | 33.6                                                                          | 32.4                                                                          | 30.4                                                                          | 30.0                                                                          | 30.7                                                                          | 33.4                                                                          | 33.7                                                                          | 32.4                                                                          | 32.1                                                                          |
| Povprečna nizka temperatura °C                                                | 17.3                                                                          | 18.2                                                                          | 21.4                                                                          | 24.2                                                                          | 27.0                                                                          | 26.6                                                                          | 25.5                                                                          | 25.1                                                                          | 24.8                                                                          | 23.8                                                                          | 21.3                                                                          | 18.5                                                                          | 22.8                                                                          |
| Rekordno nizka temperatura °C                                                 | 7.4                                                                           | 8.5                                                                           | 13.8                                                                          | 16.9                                                                          | 20.2                                                                          | 19.8                                                                          | 21.2                                                                          | 19.4                                                                          | 20.7                                                                          | 16.7                                                                          | 13.3                                                                          | 10.6                                                                          | 7.4                                                                           |
| Povprečna količina dežja mm                                                   | 0.3                                                                           | 0.4                                                                           | 0.0                                                                           | 0.1                                                                           | 11.3                                                                          | 493.1                                                                         | 840.7                                                                         | 585.2                                                                         | 341.4                                                                         | 89.3                                                                          | 9.9                                                                           | 1.6                                                                           | 2.373,4                                                                       |
| Povp. št. deževnih dni                                                        | 0.0                                                                           | 0.1                                                                           | 0.0                                                                           | 0.0                                                                           | 0.8                                                                           | 13.6                                                                          | 22.9                                                                          | 21.5                                                                          | 13.9                                                                          | 3.4                                                                           | 0.6                                                                           | 0.2                                                                           | 77.0                                                                          |
| Povprečna relativna vlažnost (%)                                              | 69                                                                            | 67                                                                            | 69                                                                            | 71                                                                            | 70                                                                            | 80                                                                            | 86                                                                            | 86                                                                            | 83                                                                            | 78                                                                            | 71                                                                            | 69                                                                            | 75                                                                            |
| Povp. št. sončnih ur                                                          | 269.5                                                                         | 257.6                                                                         | 274.3                                                                         | 283.7                                                                         | 296.2                                                                         | 148.6                                                                         | 73.4                                                                          | 75.9                                                                          | 165.1                                                                         | 240.2                                                                         | 245.8                                                                         | 253.2                                                                         | 2.583,5                                                                       |
| Vir 1: India Meteorological Department (rekordi do 2010)                      |                                                                               |                                                                               |                                                                               |                                                                               |                                                                               |                                                                               |                                                                               |                                                                               |                                                                               |                                                                               |                                                                               |                                                                               |                                                                               |
| Vir 2: NOAA (vlažnost, osončenost 1971–1990)                                  |                                                                               |                                                                               |                                                                               |                                                                               |                                                                               |                                                                               |                                                                               |                                                                               |                                                                               |                                                                               |                                                                               |                                                                               |                                                                               |

## Pobratena mesta
Mumbaj ima uradne povezave z naslednjimi mesti:
- Jokohama, Japonska
- Los Angeles, ZDA
- London, Združeno kraljestvo
- Berlin, Nemčija
- Stuttgart, Nemčija
- Sankt Peterburg, Rusija